# Phyllomyias reiseri
El mosquerito de Reiser o mosqueta de Reiser (en Paraguay)  (Phyllomyias reiseri), es una especie de ave paseriforme de la familia Tyrannidae perteneciente al género Phyllomyias. Es nativo del centro oriental de América del Sur.

## Distribución y hábitat
Se distribuye por el centro este de Brasil (desde el sur de Piauí hasta el norte de Minas Gerais, sur de Goiás, Distrito Federal, este de Mato Grosso do Sul) y centro este de Paraguay (Concepción).
Esta especie es considerada rara y local en sus hábitats natureales: los bosques caducifolios y bosques en galería mayormente entre los 500 y los 1000 m de altitud.

## Sistemática

### Descripción original
La especie P. reiseri fue descrita por primera vez por el ornitólogo austríaco Carl Eduard Hellmayr en 1905 bajo el mismo nombre científico; la localidad tipo es: «Grotão, en el camino de S. Antonio a S. Philomena, Piauí, Brasil.»

### Etimología
El nombre genérico masculino «Phyllomyias» se compone de las palabras del griego «φύλλον» (phúllon) que significa ‘hoja’, y de la forma neolatina «myias» que significa ‘atrapamoscas’, a su vez derivado del griego  «μυῖα, μυῖας» (muĩa, muĩas) que significa ‘mosca’; y el nombre de la especie «reiseri», conmemora al ornitólogo austríaco Othmar Reiser (1861–1936).

### Taxonomía
Es monotípica. Aparenta ser pariente próxima de Phyllomyias virescens y Phyllomyias urichi, todas consideradas conespecíficas por mucho tiempo, pero hay evidentes diferencias en morfología (plumaje, proporciones de las alas y de la cola), grado de dimorfismo sexual, hábitat y vocalización. Ha sido sugerido que Phyllomyias sclateri también pertenece a ese grupo.
El género Phyllomyias como constituido actualmente puede ser polifilético; para definir los límites del género, se requieren análisis filogenéticos objetivos, utilizando características moleculares y anatómicas. Evidencias anatómicas sugieren que Phyllomyias fasciatus, Phyllomyias griseocapilla, Phyllomyias griseiceps y Phyllomyias weedeni forman un clado que puede no estar emparentado con otros del género, algunos de los cuales o todos posiblemente estarían mejor colocados en un género resucitado Tyranniscus.